# Сутейск
Сутейск — древнерусский город, располагавшийся около границы с Польским королевством. Относился к так называемым Червенским городам.

## История
Летопись впервые упоминает Сутейск в 1069 году. Сутейск был приграничной крепостью Руси, а также находился на торговом пути, который вёл из южнонемецкого Регенсбурга через Краков в Киев. По некоторым данным, в Сутейске с поляками заключил мирный договор киевский князь Владимир Мономах. Гибель Сутейска связана, предположительно, с монгольским нашествием на Русь. По инерции он упоминается в «Списке русских городов дальних и ближних», составленном в конце XIV века.

## Городище
Городище Сутейска расположено близ польского села Сонсядка (Sąsiadka) Люблинского воеводства, около слияния рек Пора и Вепша. Площадь его укреплённой части, состоящей из трёх площадок, составляет около 3 га. Прямоугольный (37х30 м) в плане детинец обнесён шестиметровым валом и рвом с юго-восточной стороны. С востока и запада сохранились следы въездов. С севера к детинцу примыкает один из двух окольных городов, укреплённый с восточной стороны валом и рвом, с запада ограниченный крутыми склонами, а с севера — болотистой поймой реки Пора. К детинцу и первому окольному городу с юга и востока прилегает площадка второго окольного города, в свою очередь защищённая второй линией валов и рвов. Судя по данным раскопок, укрепления детинца и первого окольного города были возведены одновременно в первой половине XI века. Вторая линия обороны была возведена, по-видимому, на рубеже XI—XII веков. Основу конструкции валов составляли ряды срубов. На поселении открыты остатки углублённых в землю жилищ, хозяйственные ямы, древний колодец. Кроме обломков гончарной посуды, найдены различные орудия труда, оружие, украшения и свинцовые печати волынского князя Давыда Игоревича. На территории городища открыт грунтовый могильник. В целом исследователи датируют памятник IX—XIII веками. Таким образом, укрепления были построены на месте более древнего поселения.